# ドラえもん プラス
『ドラえもん プラス』は、藤子・F・不二雄の漫画作品『ドラえもん』の単行本。てんとう虫コミックスから『ドラえもん』として発行された既刊45巻に未収録の作品を収録している。

## 概要
てんとう虫コミックス『ドラえもん』全45巻（以下「てんコミ」）は藤子・F・不二雄による選集でもあった。1996年9月に藤子・F・不二雄が死去し、46巻以降の刊行予定がなくなったが、てんコミ未収録の作品はまだまだ大量にあり、また「カラーコミックス」や「藤子不二雄ランド」にのみ収録された作品もあるが、これらは絶版であった。
これら未収録作品の単行本化の声を受けて、1996年4月に刊行された45巻から、9年ぶりにてんとう虫コミックス『ドラえもん』の新刊が刊行される運びとなった。藤子・F・不二雄の選集ではないこともあり、「てんコミ46巻」としてではなく、表題を改め「ドラえもん プラス」として2005年より1年に渡り全5巻で発売された。この中には既にぴっかぴかコミックスや『ぼく、ドラえもん』別冊付録で収録済みの作品もある。既刊のてんコミと異なり、各作品の最終ページには初出掲載誌が表示されている。
しかし、当時のプラス全5巻にも収録されていない作品がまだ100作品以上あり、その後2009年の「藤子・F・不二雄大全集」発刊を以て、ようやく発表作品全てが収録される運びとなった。大全集発刊後も周年記念出版としてプラスが追加刊行されることがあり、2014年12月には「てんとう虫コミックス40周年記念」として第6巻が、2023年12月には「藤子・F・不二雄生誕90周年記念」として第7巻が発売されている。

## 収録作品

### 第1巻
- グルメテーブルかけ
- コチョコチョ手ぶくろ
- ぼくを止めるのび太
- 代用シール
- 半分おでかけ雲
- ココロチョコ
- ヒミツゲンシュ犬
- おいかけテレビ
- 集中力増強シャボンヘルメット
- おこのみフォト・プリンター
- ゾウ印口べに
- ろく音フラワー
- しん気ろうそく立て
- ハチにたのめば何とかなるさ
- みらいラジオ
- ふろしきタクシー
- スリルチケット
- 不運は、のび太のツヨーイ味方!?
- 強いペットがほしい
- 虫の声を聞こう
- ルームガードセット
- きらいなテストにガ～ンバ!

### 第2巻
- 変心うちわ
- バッジどろぼう
- ゾクゾク線香
- 身代わりテレビ
- ドロン巻き物
- なぐられたってへっちゃらだい
- 光ファイバーつた
- いやな目メーター
- 地球脱出計画
- 命れいじゅう
- ユメかんとくいす
- 全体復元液
- スーパージャイアン
- 夢中機を探せ
- 呼びつけブザー
- 大きくなってジャイアンをやっつけろ
- 月給騒動
- 人間プログラミングほくろ
- ピンチランナー
- ペットペン
- タイムピストルで“じゃま物”は消せ

### 第3巻
- サウンドカメラ
- きもだめしめがね
- ドラえもんがいなくてもだいじょうぶ!?
- みせかけモテモテバッジで大さわぎ
- そのときどこにいた
- お化けツヅラ
- 一発逆転ばくだん
- アリガターヤ
- 室内世界旅行セット
- 正義のパトカー
- トビレットペーパー
- あやつりそっくりふうせん
- 一時あずけカード
- ばくはつこしょう
- ホログラ機
- スピード増感ゴーグル
- 苦手つくり機
- ペッター
- シャラガム
- 筋肉コントローラー
- ゴキブリカバー

### 第4巻
- 百万ボルトひとみ
- 「チャンスカメラ」で特ダネ写真を…
- みせかけ落がきペン
- ミニサンタ
- 宝さがしペーパー
- 風の子バンド
- チューケンパー
- 雪男のアルバイト
- テレテレホン
- イメージガム
- 災難予報機
- 動物くんれん屋
- でんしょひこうき
- 交通ひょうしきステッカー
- エネルギーせつやく熱気球
- ウラメシズキン
- 人間用タイムスイッチ
- なかまバッジ
- 万能グラス
- ドラえもんとドラミちゃん

### 第5巻
- 「スパルタ式にが手こくふく錠」と「にが手タッチバトン」
- ユメコーダー
- ないしょ話…
- エアコンフォト
- 人気歌手翼ちゃんの秘密
- 流れ星ゆうどうがさ
- イイナリキャップ
- そうなる貝セット
- 三月の雪
- まほうの地図
- いたわりロボット
- 架空通話アダプター
- 無視虫
- こうつうきせいタイマー
- かんしゃく紙
- 「合体ノリ」でハイキング
- ペンシル・ミサイルと自動しかえしレーダー
- 強力ウルトラスーパーデラックス錠
- ざんげぼう
- 45年後……

### 第6巻
- セルフアラーム
- にっくきあいつ
- 「チリつもらせ機」で幸せいっぱい？
- 新聞社ごっこセット
- ごきぶりふえ
- ペタリ甲板
- 標本採集箱
- はなバルーン
- うつしぼくろ
- チクタクボンワッペン
- カッカホカホカ
- ケロンパス
- 初日の出セット
- ロボット雪だるま
- カンゲキドリンク
- ユメ完結チップ
- クエーヌパン
- チューシン倉でかたきうち
- 持ち主あて機
- そっくりペットフード
- 身がわりバー

### 第7巻
- つきぬけざぶとん
- かわり絵ミラー
- 高層マンション脱出大作戦
- ミニたいふう
- ドラえもんの歌
- 手足につけるミニ頭
- のび太放送協会
- ジャイアン乗っとり
- タヌキさいふ
- サンキューバッジ
- 宝さがし
- ショージキデンパ
- 猛獣ならし手ぶくろ
- アニメスプレー
- 手作りおもちゃ
- お返しハンド
- ツチノコさがそう
- 万能テントですてきなキャンプ
- 七万年前の日本へ行こう
- 答え一発！ みこみ予ほう機

## 書誌情報
- 藤子・F・不二雄『ドラえもん プラス』小学館〈てんとう虫コミックス〉
  1. 2005年4月25日初版発行、ISBN 978-4-09-143301-5
  2. 2005年8月25日初版発行、ISBN 978-4-09-143302-2
  3. 2005年10月25日初版発行、ISBN 978-4-09-143303-9
  4. 2006年1月25日初版発行、ISBN 978-4-09-143304-6
  5. 2006年3月25日初版発行、ISBN 978-4-09-143305-3
  6. 2014年12月1日初版発売、ISBN 978-4-09-141838-8
  7. 2023年12月1日初版発売、ISBN 978-4-09-143685-6